# Ле Белеј ан Вексен
Ле Белеј ан Вексен (фр. Le Bellay-en-Vexin) је насељено место у Француској у региону Ил де Франс, у департману Долина Оазе.
По подацима из 2011. године у општини је живело 248 становника, а густина насељености је износила 49,4 становника/km².

## Демографија
| 1962. | 1968. | 1975. | 1982. | 1990. | 2011. |
| ----- | ----- | ----- | ----- | ----- | ----- |
| 177   | 147   | 123   | 114   | 154   | 248   |